# Slatina (Suceava)
Slatina é uma comuna romena localizada no distrito de Suceava, na região de Moldávia. A comuna possui uma área de 119.58 km² e sua população era de 5237 habitantes segundo o censo de 2007.